# Wii Sports Club
Wii Sports Club est un jeu vidéo de sport pour la Wii U, édité et développé par Nintendo, sorti sur le Nintendo eShop le 30 octobre 2013 au Japon, le 7 novembre 2013 en Europe et en Amérique du Nord et au 8 novembre 2013 en Australie.

## Informations
Wii Sports Club est une réédition de Wii Sports pour la Wii U, mais nécessitant le Wii MotionPlus. Tous les sports peuvent être soit loués pour une période de 24 heures dans un «Day Pass» ou soit les sports individuels peuvent être achetées pour un prix plus élevé.
Une version "boîte" du jeu est sortie le 11 juillet 2014. Cette version contient tous les sports déjà proposés dans la version dématérialisée.

## Sports
Wii Sports Club est une réédition du jeu original Wii Sports, les sports proposés sont donc les mêmes. À la sortie du jeu, seuls le Tennis et le Bowling étaient disponibles. Le 18 décembre 2013, le Golf est rajouté.
Seuls le Baseball et la Boxe manquent à l'appel. Le 4 juin 2014, Nintendo annonce officiellement que ces deux sports intégreront le jeu dès le 27 juin 2014.